# SN 1999gc
SN 1999gc – supernowa typu Ia odkryta 10 listopada 1999 roku w galaktyce A010510-2017. W momencie odkrycia miała maksymalną jasność 17,50m.